# Premio Tudini

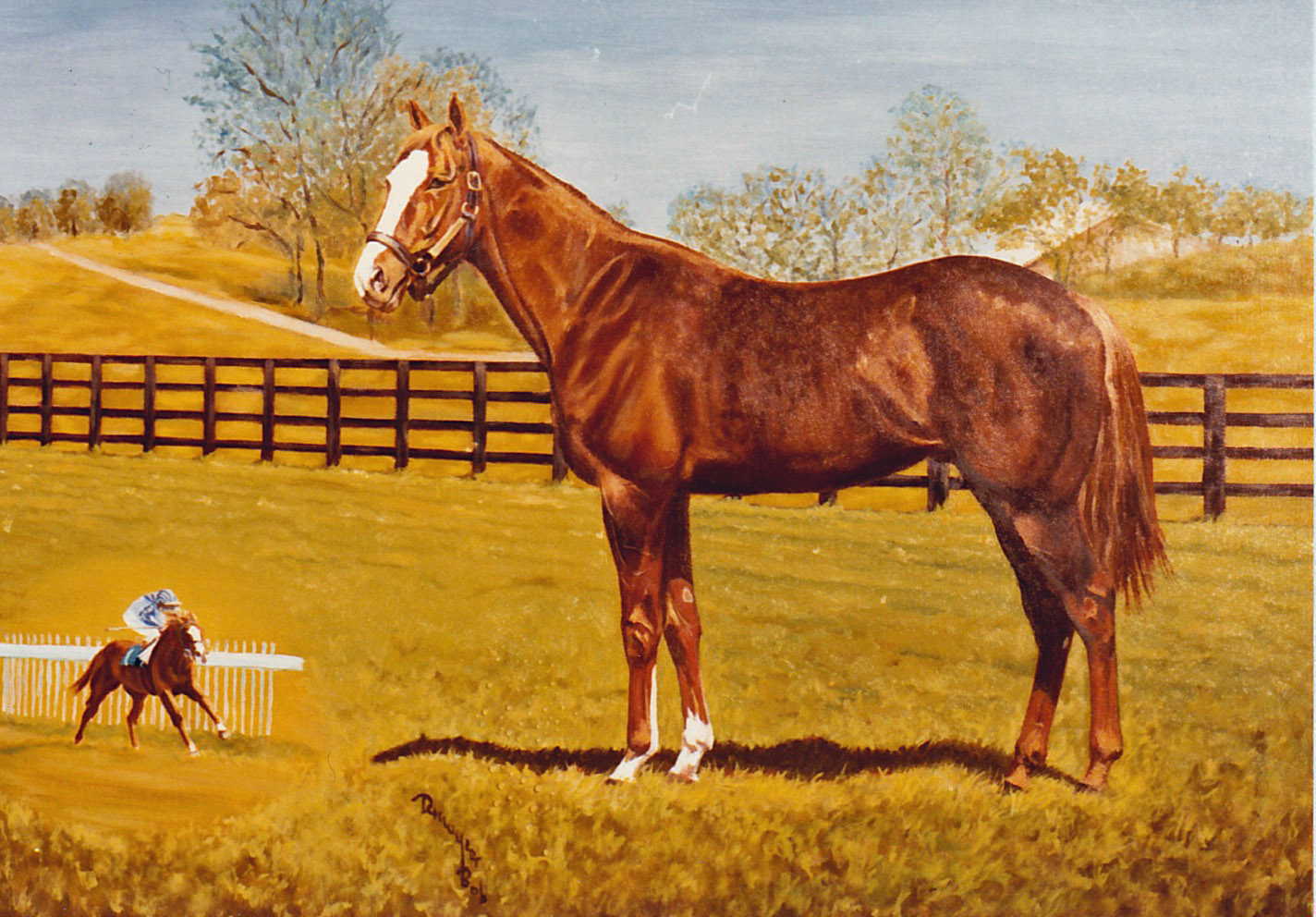
Nortjet, vincitore 1981, olio su tela di Bob Demuyser (1920-2003)

Il Premio Tudini, ex Premio Melton, è una gara ippica italiana che si tiene ogni anno, tra aprile e maggio, all'ippodromo delle Capannelle.

## Storia
Il Premio Melton era di G3 dal 1970, poi divenne di G2 nel 1979 e tornò di G3 nel 1996. Nei primi anni 2000 è diventato Premio Tudini in onore a Piero ed Ugo, figli dell'imprenditore abruzzese Giuseppe Tudini, costruttore edile (che nel corso della sua lunga attività ristrutturò completamente, tra l'altro, proprio l'ippodromo delle Capannelle) e grande appassionato d'ippica.

## Vincitori dal 1987
| Anno | Vincitore         | Età | Fantino              | Allenatore          | Tempo   |
| 1987 | Ginny Binny       | 4   | Michael Kinane       | V. Zuco             | 1:09.4  |
| 1988 | Edy Bedy          | 3   | Michael Kinane       | ignoto              | 1:11.9  |
| 1989 | Astronef          | 5   | Eric Saint-Martin    | Robert Collet       | 1:08.7  |
| 1990 | Piero Gardino     | 5   | G. Pucciatti         | Paolo Miliani       | 1:11.0  |
| 1991 | Rufina            | 3   | Fernando Jovine      | Lorenzo Brogi       | 1:08.6  |
| 1992 | Dream Talk        | 5   | Olivier Peslier      | Nicolas Clément     | 1:08.8  |
| 1993 | Secret Thing      | 4   | Vincenzo Mezzatesta  | Fabio Brogi         | 1:09.6  |
| 1994 | Fred Bongusto     | 3   | Michael Roberts      | Roberto Brogi       | 1:08.9  |
| 1995 | Hever Golf Rose   | 4   | Jason Weaver         | Joe Naughton        | 1:10.8  |
| 1996 | Beat of Drums     | 5   | Michael Kinane       | Giuseppe Botti      | 1:10.7  |
| 1997 | Armando Carpio    | 4   | Jacqueline Freda     | Armando Renzoni     | 1:08.1  |
| 1998 | Plumbird          | 4   | Otello Fancera       | Alberto Calchetti   | 1:08.2  |
| 1999 | Su Tirolesu       | 3   | Armando Corniani     | Giuseppe Ligas      | 1:08.8  |
| 2000 | Barrow Creek      | 6   | Terence Hellier      | Peter Schiergen     | 1:08.9  |
| 2001 | Indian Mary       | 4   | Alessandro Parravani | Mario Ciciarelli    | 1:08.7  |
| 2002 | Oh Bej Oh Bej     | 4   | Massimiliano Tellini | Maurizio Guarnieri  | 1:08.7  |
| 2003 | Pleasure Place    | 3   | Dario Vargiu         | Riccardo Menichetti | 1:08.8  |
| 2004 | St Paul House     | 6   | Michael Kinane       | Daniele Camuffo     | 1:08.5  |
| 2005 | St Paul House     | 7   | Paolo Aragoni        | Giuseppe di Chio    | 1:08.6  |
| 2006 | Kuaicoss          | 4   | Massimiliano Tellini | Armando Renzoni     | 1:09.0  |
| 2007 | Per Incanto       | 3   | Gabriele Bietolini   | Roberto Brogi       | 1:08.6  |
| 2008 | Gesture (DH)      | 6   | Stefano Landi        | Corrado di Stasio   | 1:08.9  |
| 2008 | Titus Shadow (DH) | 4   | Dario Vargiu         | Bruno Grizzetti     | 1:08.9  |
| 2009 | Remarque          | 4   | Christophe Soumillon | Luigi Riccardi      | 1:07.8  |
| 2010 | Charming Woman    | 3   | Mirco Demuro         | Vittorio Caruso     | 1:10.7  |
| 2011 | Spirit Quartz     | 3   | Carlo Fiocchi        | Devis Grilli        | 1:08.1  |
| 2012 | United Color      | 3   | Carlo Fiocchi        | Riccardo Menichetti | 1:09.0  |
| 2013 | Victory Laurel    | 3   | Salvatore Sulas      | Daniele Camuffo     | 1:08.54 |
| 2014 | Omaticaya         | 3   | Gianpasquale Fois    | Vincenzo Fazio      | 1:07.96 |
| 2015 | Falest            | 6   | Federico Bossa       | Domenico Crisanti   | 1:07.58 |
| 2016 | Plusquemavie      | 5   | Gianpasquale Fois    | Vincenzo Fazio      | 1:07.43 |
| 2017 | Trust You         | 5   | Silvano Mulas        | Endo Botti          | 1:07.90 |
| 2018 | My Lea            | 4   | Carlo Fiocchi        | Vincenzo Fazio      | 1:07.80 |
| 2019 | Buonasera         | 4   | Mario Sanna          | P L Giannotti       | 1:10.70 |
| 2020 | The Conqueror     | 5   | Fabio Branca         | Alessandro Botti    | 1:07.54 |
| 2021 | Collinsbay        | 3   | Salvatore Basile     | Luciano Vitabile    | 1:06.80 |
| 2022 | Agiato            | 5   | Antonio Fresu        | Grizzetti Galoppo   | 1:07.00 |
| 2025 | Noble Title       | 5   | Mario Sanna          | Stefano Botti       | 1:06.50 |

## Precedenti vincitori
- 1975: Red Gift
- 1976: Policrock
- 1977: Madang
- 1978: Dublin Taxi

- 1979: Tanfirion
- 1980: Northjet
- 1981: Tres Gate
- 1982: Tres Gate

- 1983: Snatch and Run
- 1984: Forzando
- 1985: Gaius
- 1986: Tinterosse

## Record
Cavalli più vincenti dal 1975:
- Tres Gate – 1981, 1982
- St Paul House – 2004, 2005

Fantino di maggior successo dal 1987 (4 vittorie):
- Michael Kinane – Ginny Binny (1987), Edy Bedy (1988), Beat of Drums (1996), St Paul House (2004)

Allenatori più vincenti dal 1987 (2 vittorie):
- Roberto Brogi – Fred Bongusto (1994), Per Incanto (2007)
- Armando Renzoni – Armando Carpio (1997), Kuaicoss (2006)
- Riccardo Menichetti - Pleasure Place (2003), United Color (2012)
- Daniele Camuffo - St Paul House (2004), Victory Laurel (2013)
- Vincenzo Fazio - Omaticaya (2014), Plusquemavie (2016)